# The Whirlwind
The Whirlwind (wervelwind) is het derde studioalbum van Transatlantic, een conceptalbum. 
Na het livealbum Live In Europe zag het ernaar uit, dat de muziekgroep Transatlantic verleden tijd was. Bandlid Neal Morse ging zich wijden aan zijn geloof en stopte met zijn eigen band Spock's Beard. Er verschenen diverse albums van hem in het religieuze circuit, maar ook albums met progressieve rock, doch altijd met een sterk religieuze basis, bijvoorbeeld One. Gedurende die albums bleef hij altijd samenwerken met drummer Mike Portnoy en was er sprake van regelmatige samenwerking op soloplaten van Morse en Stolt. Deze incidentele samenwerking zorgde op den duur voor een herstart van Transatlantic.
Er volgde een tournee om het album te promoten, van een van de concerten werden live-opnamen gemaakt.

## Musici
- Neal Morse – zang, toetsinstrumenten, gitaar
- Roine Stolt – zang, gitaar
- Pete Trewavas – zang, basgitaar
- Mike Portnoy – zang, slagwerk

met:
- Chris Carmichael – strijkinstrumenten
- Mark Papeghin – hoorn
- Fingersnaps – Collin Leijenaar, Jessica Koomen, Henk Doest

## Muziek
| Nr. | Titel                                            | Duur  |
| --- | ------------------------------------------------ | ----- |
| 1.  | Overture/ Whirlwind                              | 9:54  |
| 2.  | The wind blew them all away                      | 6:10  |
| 3.  | On the prowl                                     | 6:03  |
| 4.  | A man can feel                                   | 6:35  |
| 5.  | Out of the night                                 | 4:22  |
| 6.  | Rose colored glasses                             | 7:54  |
| 7.  | Evermore                                         | 4:10  |
| 8.  | Set us free                                      | 5:03  |
| 9.  | Lay down your life                               | 5;11  |
| 10. | Pieces of heaven                                 | 2:17  |
| 11. | Is it really happening?                          | 8:11  |
| 12. | Dancing with eternal glory / Whirlwind (reprise) | 12:04 |

| Nr. | Titel                                                                                  | Duur  |
| --- | -------------------------------------------------------------------------------------- | ----- |
| 1.  | Spinning (Stolt, Trewavas, Portnoy, Morse)                                             | 9:58  |
| 2.  | Lenny Johnson (Stolt)                                                                  | 4:20  |
| 3.  | For such a time (Morse, Trewavas)                                                      | 5:22  |
| 4.  | Lending a hand (Trewavas)                                                              | 8:41  |
| 5.  | The return of the giant hogweed (Genesis)                                              | 8:26  |
| 6.  | A Salty Dog (Gary Brooker, Keith Reid (Procol Harum))                                  | 4:59  |
| 7.  | I Need You (The Beatles)/I Need You (America) (George Harrison (The Beatles), America) | 4:39  |
| 8.  | Soul sacrifice/ hidden track (Carlos Santana)                                          | 10:00 |

Het album verscheen in drie versies; een normale compact disc, een speciale uitgave met de bonusdisc en een deluxe uitgave bestaande uit de speciale uitgave met een dvd, The making of….

## Hitnotering
In Nederland, Frankrijk (2 weken met hoogste plaats 134) en Zweden (1 week op plaats 59) haalde het album de lijsten.
| Hitnotering Nederland: 31-10-2009 t/m 20-11-2009 | Hitnotering Nederland: 31-10-2009 t/m 20-11-2009 | Hitnotering Nederland: 31-10-2009 t/m 20-11-2009 | Hitnotering Nederland: 31-10-2009 t/m 20-11-2009 | Hitnotering Nederland: 31-10-2009 t/m 20-11-2009 | Hitnotering Nederland: 31-10-2009 t/m 20-11-2009 |
| Week:                                            | 1                                                | 2                                                | 3                                                |                                                  |                                                  |
| ------------------------------------------------ | ------------------------------------------------ | ------------------------------------------------ | ------------------------------------------------ | ------------------------------------------------ | ------------------------------------------------ |
| Positie:                                         | 40                                               | 77                                               | 94                                               | uit                                              |                                                  |